# Franz Anton von Kolowrat-Liebsteinsky
Franz Anton Graf von Kolowrat-Liebsteinsky (Tsjechisch: František Antonín hrabě Kolovrat-Libštejnský) (Praag, 31 januari 1778 - Wenen, 4 april 1861) was de eerste constitutionele minister-president van Oostenrijk.
Kolowrat stamde uit een hoogadellijk geslacht van Kroatische oorsprong dat was gevestigd in Bohemen. Na zijn studies te hebben afgerond trad hij in 1799 in dienst van de Oostenrijkse staat. Hij werd in 1807 burgemeester van zijn geboortestad Praag en was van 1809 tot 1826 Oberstburggraf (stadhouder) van Bohemen. In deze hoedanigheid droeg hij bij aan de ontplooiing van het Tsjechische nationale bewustzijn door zijn steun aan onderzoek naar de Tsjechische taal en geschiedenis. Samen met onder meer Kaspar Maria von Sternberg stichtte hij in 1818 in Bohemen het Vaderlands Museum.
Keizer Frans I haalde de relatief liberale Kolowrat in 1826 als staatsminister naar Wenen, waar hij al gauw de grootste rivaal van de reactionaire Klemens von Metternich werd. Na Frans' dood (1835) was hij in de Geheime Staatsconferentie die regeerde namens de onbekwame Ferdinand I verantwoordelijk voor Binnenlandse Zaken en Financiën. Hij wist in deze functie enkele reactionaire uitwassen te temperen, maar in het algemeen verlamde de tegenstelling tussen hem en Metternich de Oostenrijkse politiek. Aan deze situatie kwam een einde in de Maartrevolutie van 1848, waarin Metternich het veld moest ruimen. Kolowrat leidde vervolgens enkele weken lang de eerste constitutionele regering in Oostenrijk, maar trok zich daarna om redenen van gezondheid en ouderdom terug uit de politiek. Hij stierf in 1861. Zijn huwelijk met Rosa Kinsky von Wchinitz und Tettau (1780-1842) bleef kinderloos.
Aartshertog Frans Karel · Franz Anton von Kolowrat-Liebsteinsky · Aartshertog Lodewijk · Klemens von Metternich
- Gemeinsame Normdatei: 116330422
- International Standard Name Identifier: 0000 0000 6190 7483
- Library of Congress Control Number: no2017024982
- Nationale Bibliotheek van Tsjechië: jx20090615004
- Nationale Bibliotheek van Israël: 987011196887105171
- Nationale Bibliotheek van Polen: a0000003719517
- Virtual International Authority File: 90597170
- WorldCat: E39PBJhCBjC83Pq9R4fyrbXKh3

1. ↑  Kolowrat-Liebsteinsky, Franz Anton Graf (BLKÖ).